# Batfino

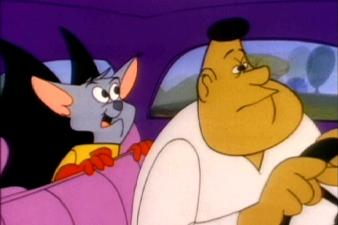
"Batfino e seu amigo Karatê dirigindo"

Batfink (BR:Batfino) é uma série de animação americana, composta por curtas de cinco minutos, que foi ao ar pela primeira vez em abril de 1966. A série de 100 episódios foi criada por Hal Seeger, começando em 1966, para estrear junto com a série Batman e Green Hornet. No Brasil, o desenho foi exibido na TV nas emissoras Tupi, Excelsior e Gazeta Durante os anos 60 e 70, e também foi exibido na Record e Band nos Anos 80.

## Sinopse
Batfino é um super-herói morcego com asas de metal. Com a ajuda de seu companheiro, Karatê, ele luta contra o crime em sua cidade, geralmente contra seu vilão recorrente, Hugo A-Go-Go, mas também contra outros.
Muitos episódios colocam Batfino em uma situação perigosa do tipo suspense; normalmente, isso é efetuado prendendo-o em algum tipo de escravidão, colocando-o em uma posição que torna suas asas inúteis. No momento em que o tiro potencialmente fatal é disparado, a ação congela, e o narrador pergunta dramaticamente se Batfino sobreviverá. A ação então continua, com Batfino escapando, por meio de um conveniente, mas nunca visto, deus ex machina , ou pelo uso de seus superpoderes.

## Elenco
Batfino:Frank Buxton (EUA)/Carlos Alberto Vaccari (BRA)
Karatê:Len Maxwell (EUA)/José Soares (BRA)